# Xin'an, Huazhou
Xin'an är en köping i sydöstra Kina. Den ligger i Huazhou i staden Maoming i provinsen Guangdong, omkring 330 kilometer sydväst om provinshuvudstaden Guangzhou. Antalet invånare är 46 571. Befolkningen består av 22 316 kvinnor och 24 255 män. Barn under 15 år utgör 26,0 %, vuxna 15-64 år 62 %, och äldre över 65 år 11,0 %.